# Pycnogonum platylophum
Pycnogonum platylophum is een zeespin uit de familie Pycnogonidae. De soort behoort tot het geslacht Pycnogonum. Pycnogonum platylophum werd in 1923 voor het eerst wetenschappelijk beschreven door Loman. 